# Іоаннікій (Руднєв)
Іоаннікій Руднєв (у світі Іван Максимович Руднєв; 4 березня (20 лютого) 1826 , Верхнє Скворче Тульської губернії — 7 (20) червня 1900, Київ) — російський церковний діяч, п'ятий росіянин на престолі митрополита Київського і Галицького (1891–1900) РПЦ. Ректор Київської духовної академії.

## Біографія
Народився у родині сільського дяка Новосильського повіту Тульської губернії.
1835–1839 та 1839–1845 навчався у Тульському духовному училищі та Тульській духовній семінарії.
Впродовж 1845–1849 років навчався у Київській духовній академії в Україні.
З 1849 року прийняв постриг і став викладачем Святого Письма у Академії. 1851 року став Магістром богослов'я, 1856 призначений інспектором Київської духовної академії.
1858 року призначений ректором семінарії, а наступного 1859 — ректором академії.
1860 р. був переведений на посаду ректора Санкт-Петербурзької духовної академії.
Єпископ Виборзький (1861–1864), Саратовський (1864–1868), архієпископ Нижньогородський (1873–1877), Екзарх Грузії (1877–1882). 1881 став членом Святійшого Синоду.
У 1882–1891 рр. — митрополит Московський і Коломенський.
30 листопада 1891 призначений митрополитом Київським.
Впродовж усього свого служіння виявив себе як чудовий проповідник, педагог та управлінець. Заснував три духовних видання — «Руководство для сельских пастырей», «Труды Киевской Духовной Академии» и «Миссионерское обозрение».
Помер у Голосіївський пустині, похований у Хрестовоздвиженській церкві Києво-Печерської Лаври.